# ウィリアム・エクルズ
ウィリアム・ヘンリー・エクルズ（William Henry Eccles、1875年8月23日 - 1966年4月29日）は、イギリスの物理学者であり、無線通信の開発の先駆者である。

## 生涯
1875年8月23日にイギリスのランカシャー州バロー＝イン＝ファーネスで生まれた。1898年にロンドンの王立科学大学を卒業後、イタリアの無線事業家グリエルモ・マルコーニの助手となった。1901年に王立科学大学で博士号を取得した。
エクルズは、上層大気の導電層が地球の曲面に沿って電波を反射し、長距離伝送を可能にするという、オリヴァー・ヘヴィサイドの理論の代弁者だった。元々ケネリー＝ヘヴィサイド層として知られていた地球大気のこの領域は、電離層として知られるようになった。1912年、エクルズは、昼夜の電波伝搬の違いが太陽放射によるものであることを示唆した。彼は、電波検出器や増幅器を用いて電波の大気障害に関する実験を行った。エクルズは、陽極と陰極の2つの電極を含む真空管を表現するために、「ダイオード」という言葉を初めて使用した。
第一次世界大戦後、エクルズの主な関心は電子回路の開発だった。1918年、F・W・ジョーダンと共同でフリップフロップ回路の特許を取得し、これがコンピュータのメモリの基礎となった。1919年、帝国無線委員会の副委員長に就任した。初の長波ラジオ局の設計に貢献し、1922年の英国放送会社（後の英国放送協会）設立後の初期の仕事にも関与した。
1921年に王立協会フェロー(FRS)に選出された。1928年から1930年までロンドン物理学会会長、1926年に英国電気工学会(IEE)会長、1923年から24年までイギリス無線協会(RSGB)会長を務めた。
1966年4月29日にオックスフォードで亡くなった。